# Верхнетерсянский сельский совет
Верхнетерсянский сельский совет (укр. Верхньотерсянська сільська рада) — входит в состав
Гуляйпольского района
Запорожской области
Украины.
Административный центр сельского совета находится в
с. Верхняя Терса.

## Населённые пункты совета
- с. Верхняя Терса
- с. Горькое
- с. Криничное
- с. Цветковое